# Емират Дала
Емират Дала (арап. سلطنة لحج) је био службени назив за емират који је постојао од 15. стољећа до 1967. године на југу Арабијског полуострва. Пријестолница овог планинског Емирата на граници са Сјеверним Јеменом био је град Ад Дали. Од 19. века овај емират је био под контролом Британског Царства.

## Историја
Планинским крајем Дала до краја 19. стољећа владали су имами из династије Зеида из Сјеверног Јемена. Како се Британско Царство намјеравало добро учврстити у важној стратешкој луци Адену, жељело је осигурати и позадину те своје крунске колоније. Због тога је од краја 19. стољећа почело склапати уговоре о заштити с месним племенским вођама, они би добили власт у својој вазалној држави, а заузврат су морали ући у британску колонијалну политичку творевину Протекторат Аден, која је Британцима омогућавала контролу над цијелом територијом.
Тако је и Емир Дале из племенског рода Амири склопио испрва неслужбени уговор с Британцима 1886. године. Емират Дала био је један од првих девет чланица који су ушли у Протекторат Аден. Потом је Емират Дала био међу првих шест чланица који су 1959. године основали новоосновану пробританску Федерацију Арапских Емирата Југа, која се 1963. године претворила у Федерацију Јужне Арабије. У оквиру Емирата Дала постојао је зависни Шеикат Кутаиби над којим су емири Дале формално имали власт, међутим тај непроходни планински крај увијек је остајао практички под контролом племена Кутаиби.
Планине Радфан на југу Емирата Дала средином 1960-их постале су поприште жестоких борби између британских снага и месног племена Кутаиби. Посљедњи емир Дале био је Шафаул ибн Али Шаиф Ал Амири, који је свргнут кад је власт преузео Народни ослободилачки фронт (NLF) 1967. који је укинуо све британске парадржаве и основао Демократску Народну Републику Јемен.
Територија бившег Емирата Дала данас је највећим дијелом Мухафазе Ад Дали.